# Southern Motor Company
Die Southern Motor Company war ein britischer Lieferant von Automobilkarosserien, der in den 1930er-Jahren individuelle, aber kostengünstige Aufbauten für Chassis von Oberklasseherstellern anbot. In erster Linie handelte es sich dabei um Fahrgestelle von Rolls-Royce. Southern war regelmäßig als Zweitausrüster tätig.

## Unternehmensgeschichte

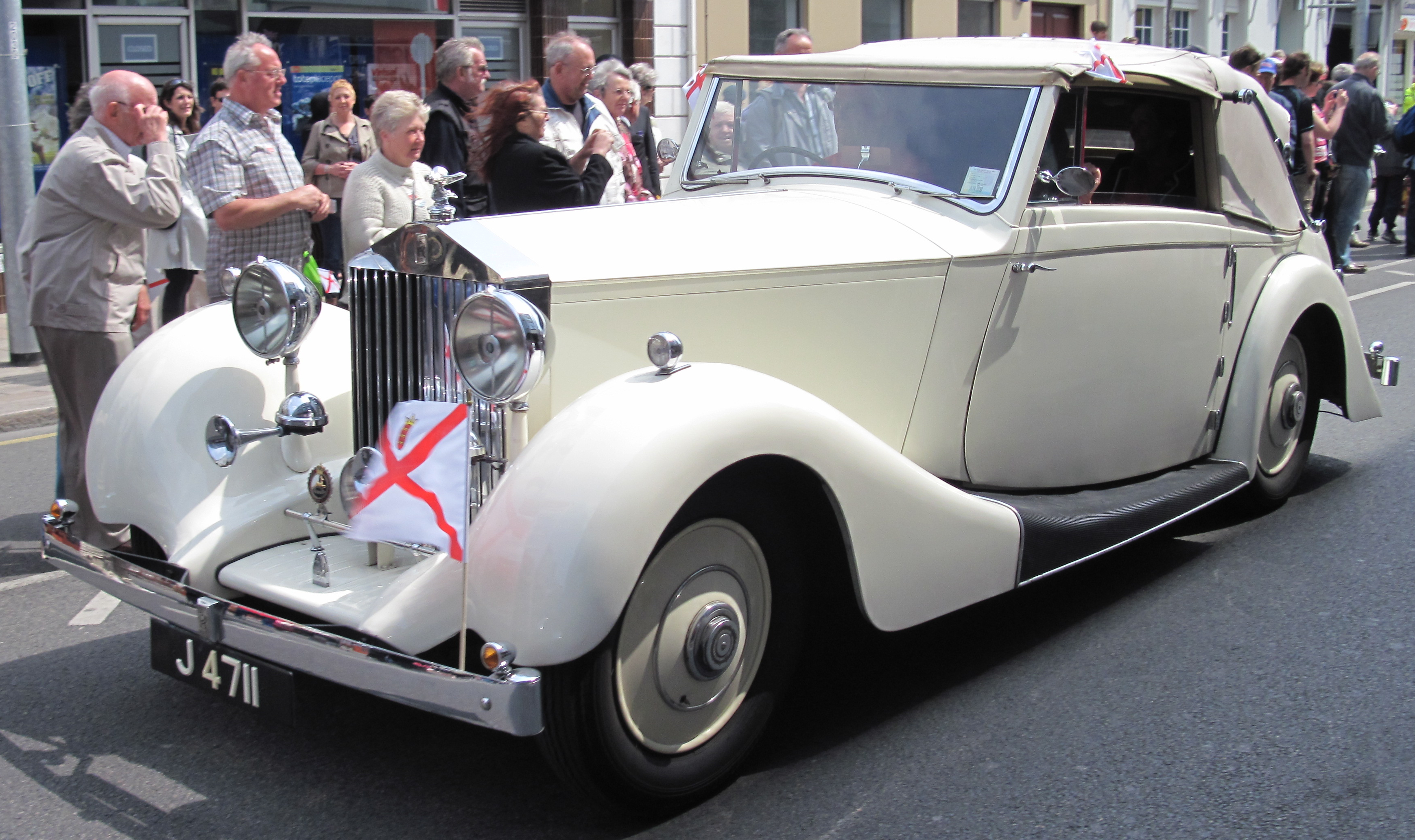
Ein Rolls-Royce 20/25 von 1930 mit einer 1938 entstandenen Zweitkarosserie von Southern

Die Southern Motor Company war im Londoner Stadtteil Clapham ansässig. Genaue Daten zur Gründung des Unternehmens liegen nicht vor. Bekannt ist allerdings, dass Southern ein Familienbetrieb war. Jedenfalls seit Mitte der 1930er-Jahre war Southern im Bereich der Fertigung von Automobilkarosserien aktiv. Anders als die meisten anderen Karosseriehersteller, zielte Southern nicht auf Kundschaft, die werksneue Chassis karosserieren ließen, sondern beschäftigte sich damit, ältere Fahrzeuge mit neu gestalteten Aufbauten neu einzukleiden. Das Unternehmen ermöglichte den Kunden damit, zeitgemäß aussehende Autos zu fahren, ohne dafür tatsächlich ein komplett neues Auto kaufen zu müssen. Die Southern-Karosserien waren im Vergleich zu den Arbeiten anderer Hersteller ausgesprochen preiswert. Einzelne Aufbauten wurden für etwa 500 £ angeboten, weniger als die Hälfte des üblichen Preises für einen Neuaufbau. In vielen Fällen wurde der niedrige Preis unter anderem dadurch erreicht, dass die alte Karosserie nicht entfernt wurde; sie wurde stattdessen mit der neuen Karosserie überbaut. Auf diese Weise sparte das Unternehmen die zeit- und kostenaufwändige Konstruktion eines neuen Rahmens für die Karosserie.
Southern unterhielt keine eigenen Werkstätten. Mit der Durchführung sämtlicher handwerklicher Arbeiten wurden regelmäßig Subunternehmer beauftragt. In erster Linie handelte es sich dabei um die Londoner Betriebe Coachcraft und Ranalah.
Southerns Aktivitäten endeten mit dem Zweiten Weltkrieg. Eine Tochter des Inhabers heiratete während des Krieges Sydney Allard, nach dem Krieg wurden die Räumlichkeiten Southerns zu einer Zentrale der Allard Motor Company.